# Есетата
Есетата (каз. Есетата) — аул в Шалкарском районе Актюбинской области Казахстана. Входит в состав Айшуакского сельского округа. Код КАТО — 156433200.

## Население
В 1999 году население аула составляло 417 человек (219 мужчин и 198 женщин). По данным переписи 2009 года, в ауле проживало 309 человек (166 мужчин и 143 женщины).